# Stilobezzia nyei
Stilobezzia nyei är en tvåvingeart som beskrevs av Clastrier 1983. Stilobezzia nyei ingår i släktet Stilobezzia och familjen svidknott.
Artens utbredningsområde är Seychellerna. Inga underarter finns listade i Catalogue of Life.